# Ermita de las Santas Justa y Rufina (Agost)
La Ermita de las Santas Justa y Rufina se localiza en el municipio de Agost, Alicante, España. Fue construida en 1821, siendo reformada en 1912 y restaurada muy cuidadosamente en 1995. Es una ermita de pequeñas dimensiones situada entre medianeras que se muestra como la expresión del oficio de alfarero, cuyas patronas son las santas titulares. 
En el edificio de planta casi cuadrada, la cúpula sobre pechinas, se apoya en un tambor de poca altura remarcado por una cornisa de color gris que resalta sobre las paredes pintadas en blanco. Este tambor cuenta con ocho huecos que le dan al espacio una gran luminosidad. 
Al exterior el acabado es en enlucido de colores blanco y amarillo, coronándose la fachada con potes de cerámica verde y marrón, colores de la alfarería local que también se utilizan en las tejas vitrificadas de la cúpula.